# Marco Mastrofini
Marco Mastrofini (né à Monte Compatri le 25 avril 1763 et mort à Rome le 3 mars 1845) fut un prêtre, philosophe et mathématicien italien.

## Travaux
En 1834, Mastrofini propose la création d'un calendrier « éternel  ». 

### Calendrier éternel
Il  démontre que son invariabilité ne peut être obtenue que par l'application de jours intercalaires spéciaux, appartenant à n'importe quelle semaine ou n'importe quel mois. 
Puis, il propose : 
- l'établissement d'une année civile de 364 jours,
- de la  diviser en 52 semaines de sept jours,
- de considérer le 365e jour de chaque année comme spécial ou hors semaine. et de le placer à la fin du mois de décembre.

### Année bissextile
Il a également prévu : 
- un jour spécial de plus pour l'année bissextile,
- de le placer au milieu d'une année, entre le dernier jour de juin et le premier jour de juillet, ou après le premier jour spécial.

## Influence et prolongement
Son travail a influencé  le calendrier d'Armelin (en) et la proposition de réforme du calendrier par Auguste Comte en 1849.